# Кадриорг (микрорайон)
Ка́дриорг (эст. Kadriorg — «Долина Екатерины») — микрорайон в районе Кесклинн города Таллина, столицы Эстонии.

## География

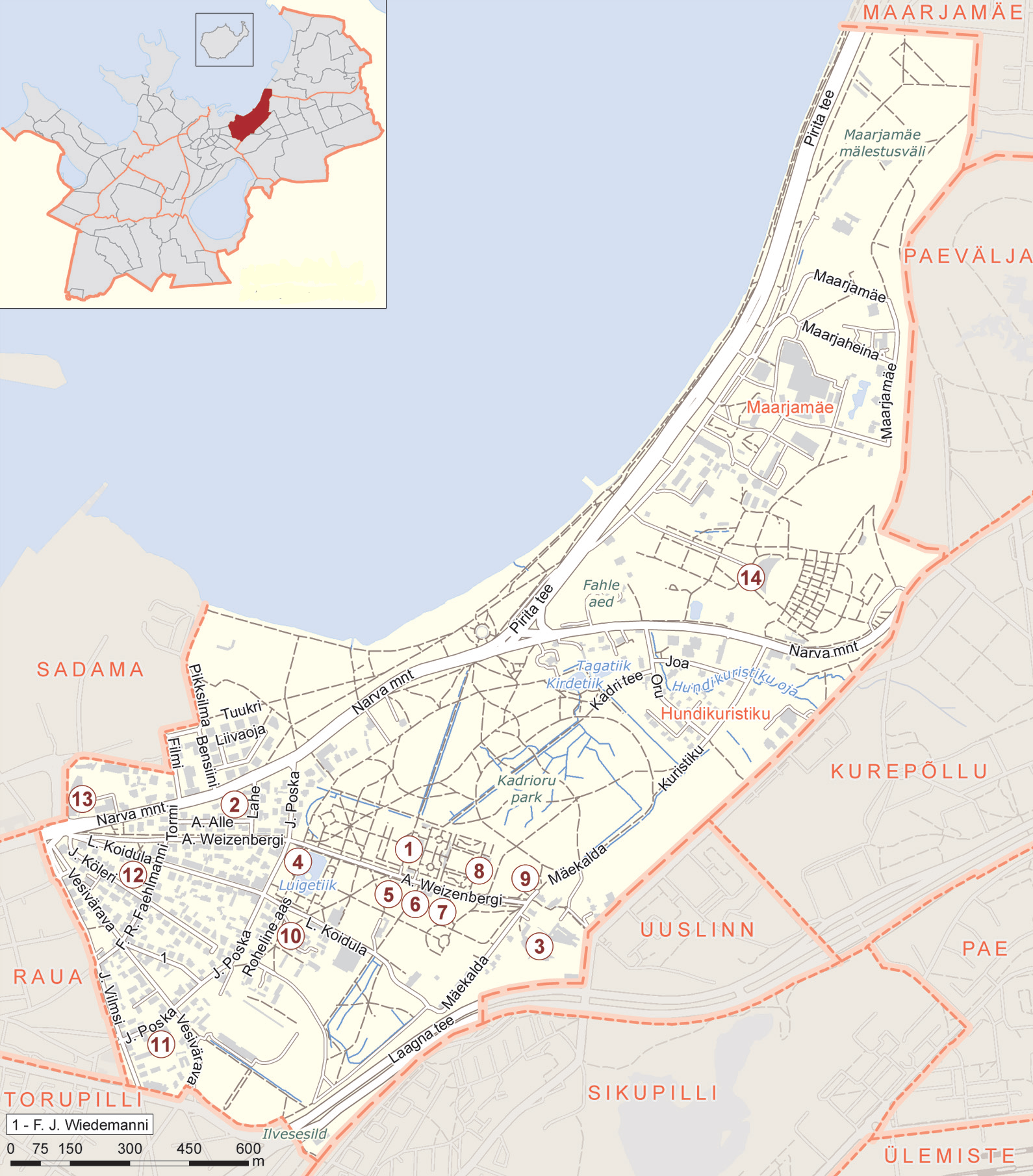
Карта микрорайона Кадриорг

Расположен в центральной части Таллина, на берегу Таллинского залива. Граничит с микрорайонами Маарьямяэ, Паэвялья, Курепыллу, Ууслинн, Сикупилли, Торупилли, Рауа и Садама. Площадь — 2,56 км². Плотность населения на 1 января 2023 года — 2361,7 чел/км². 

## Улицы
Основные улицы микрорайона: Августа Алле, Аугуста Вейценберга, Везивярава, Фердинанда Иоганна Видемана, Юри Вильмса, Гонсиори, Лидии Койдула, Йоханна Кёлера, Маарьямяэ, Нарвское шоссе, Пирита, Яана Поска, Фридриха Роберта Фельмана.

## Население
| Численность населения | Численность населения | Численность населения | Численность населения | Численность населения | Численность населения | Численность населения | Численность населения | Численность населения | Численность населения | Численность населения | Численность населения | Численность населения | Численность населения | Численность населения |
| 2008                  | 2010                  | 2011                  | 2012                  | 2013                  | 2014                  | 2015                  | 2016                  | 2017                  | 2018                  | 2019                  | 2020                  | 2021                  | 2022                  | 2023                  |
| --------------------- | --------------------- | --------------------- | --------------------- | --------------------- | --------------------- | --------------------- | --------------------- | --------------------- | --------------------- | --------------------- | --------------------- | --------------------- | --------------------- | --------------------- |
| 3333                  | ↗3507                 | ↗3681                 | ↗3999                 | ↗4123                 | ↗4303                 | ↗4561                 | ↗4819                 | ↗5010                 | ↗5263                 | ↘5151                 | ↗5344                 | ↗5597                 | ↗5837                 | ↗6046                 |

## Важнейшие объекты
- Дворцово-парковый ансамбль Кадриорг. В административном здании Кадриорга располагается служебная резиденция Президента Эстонии.
- Памятник броненосцу «Русалка».
- Певческое поле.
- Мемориальный комплекс Маарьямяэ.
- Дом-музей А. Х. Таммсааре (улица Лидии Койдула 12A).
- Таллинский литературный центр и музей Мати Унта (улица Лидии Койдула 17).
- Кадриоргский бизнес-центр (Kadrioru Ärikeskus).
- Посольство Китая (Нарвское шоссе 98).
- Посольство Украины (улица Лахе 6).
- Департамент водных путей (улица Валге 3).
- Музей Миккеля.
- Маарьямяэский парк монументов Эстонского исторического музея.

## Общественный транспорт
В микрорайоне ходят городские автобусы маршрутов № 1, 5, 34 и 38 (по Нарвскому шоссе); № 8 и 66 (по улице Рейди); № 31, 42 и 67 (по улицам Лаагна и Гонсиори) и трамваи маршрутов № 1 и 3.

## Галерея

Микрорайон Кадриорг
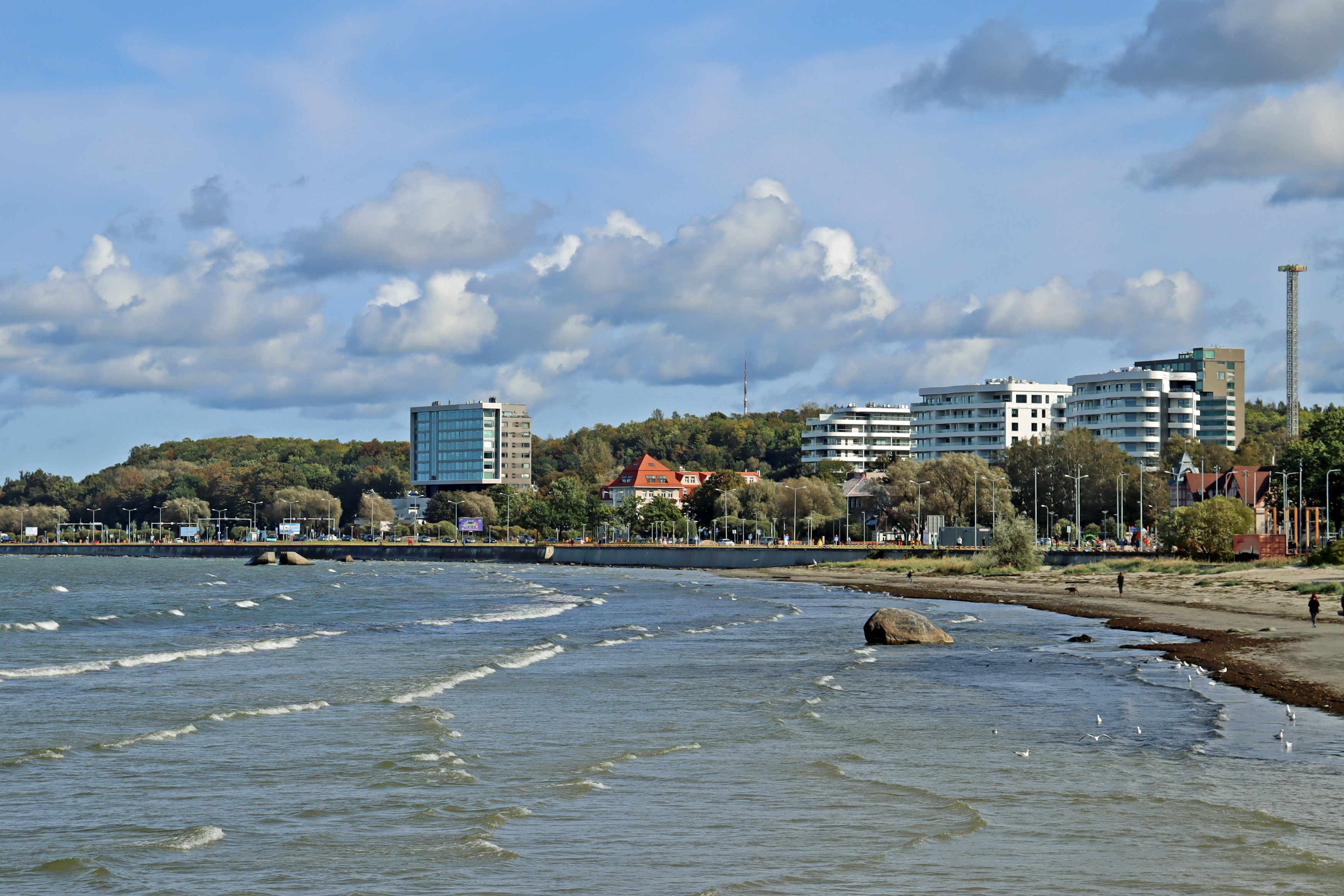
Берег моря в Кадриорге
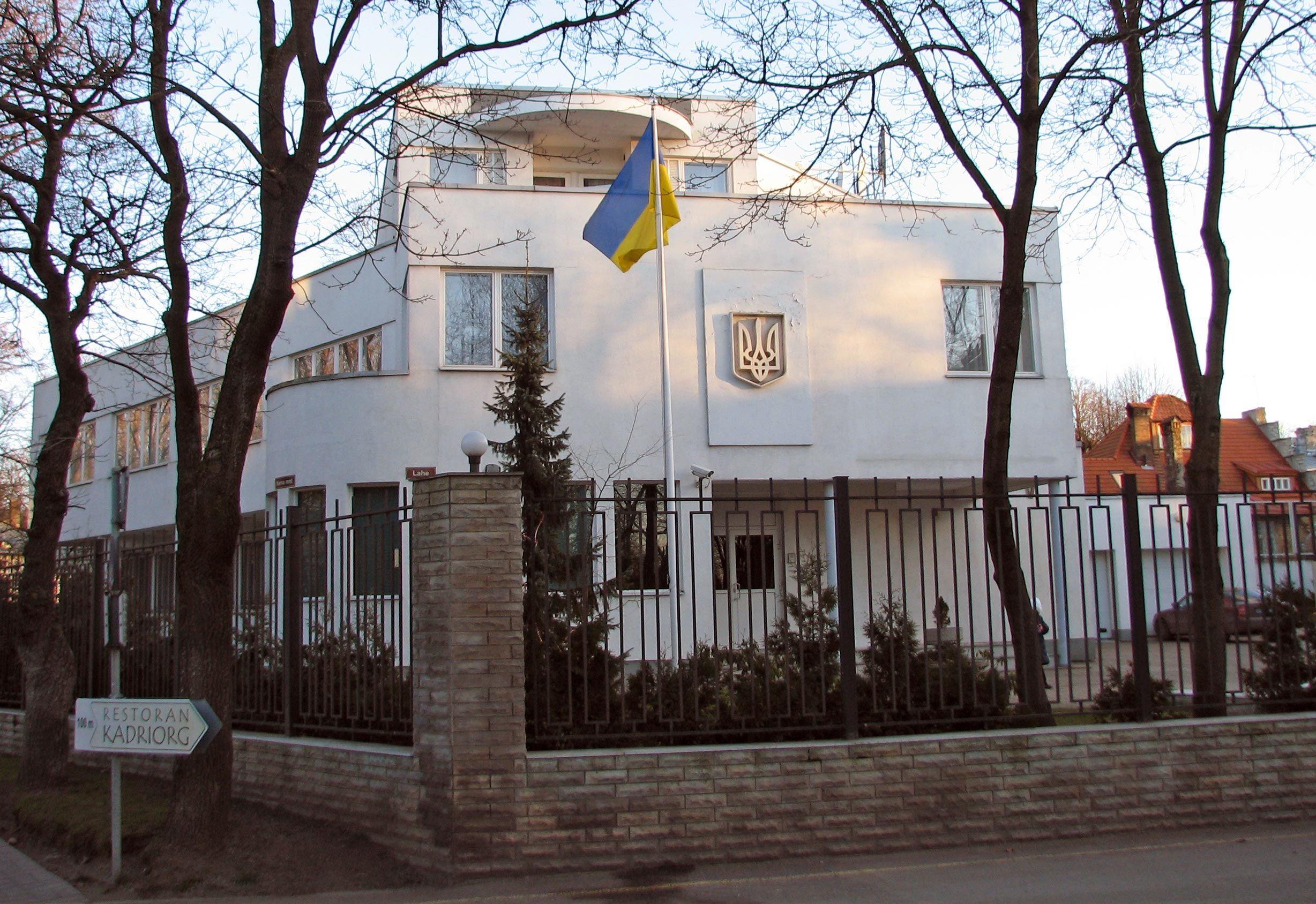
Посольство Украины
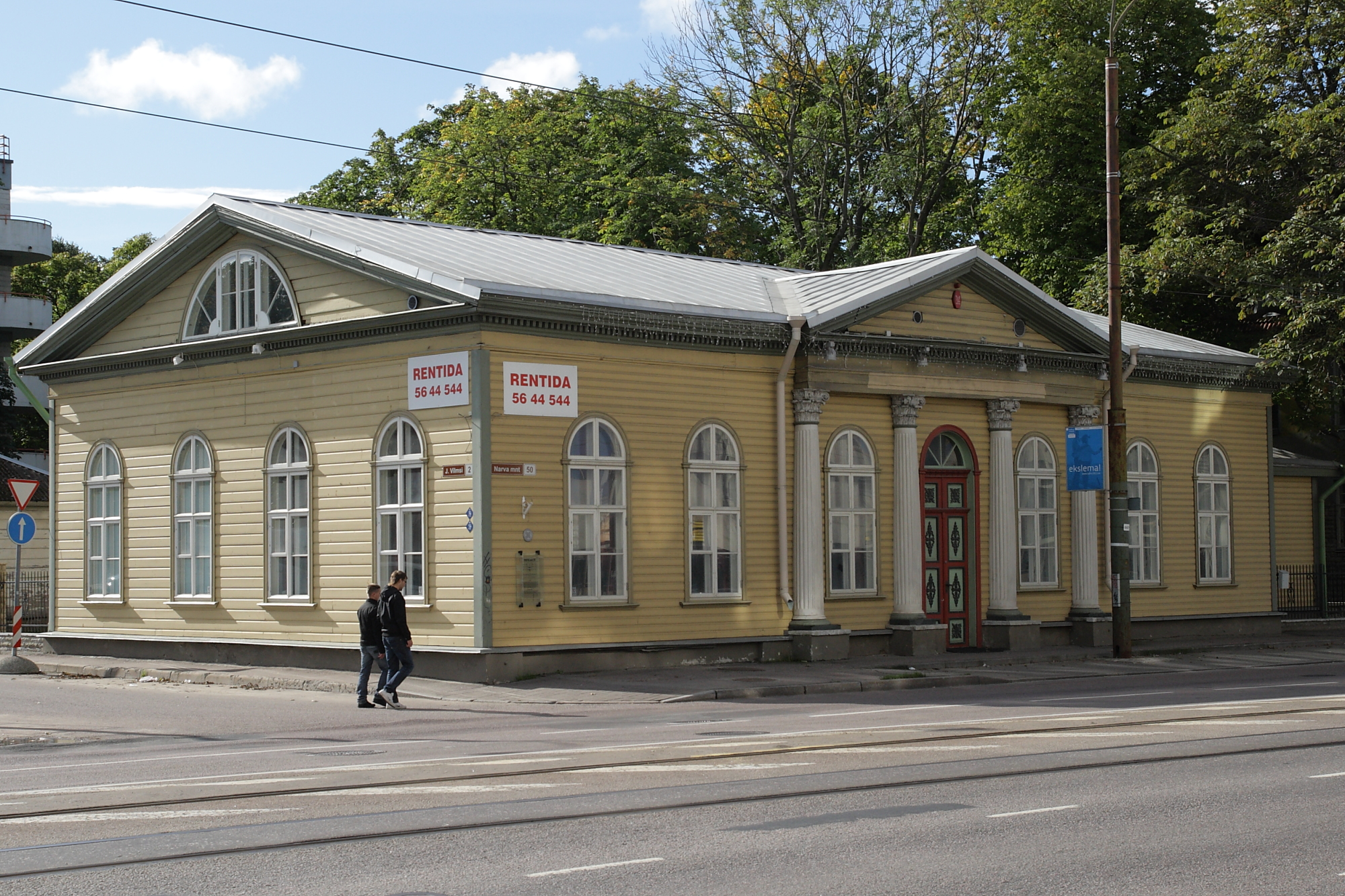
Бывшая аптека Кадриорга
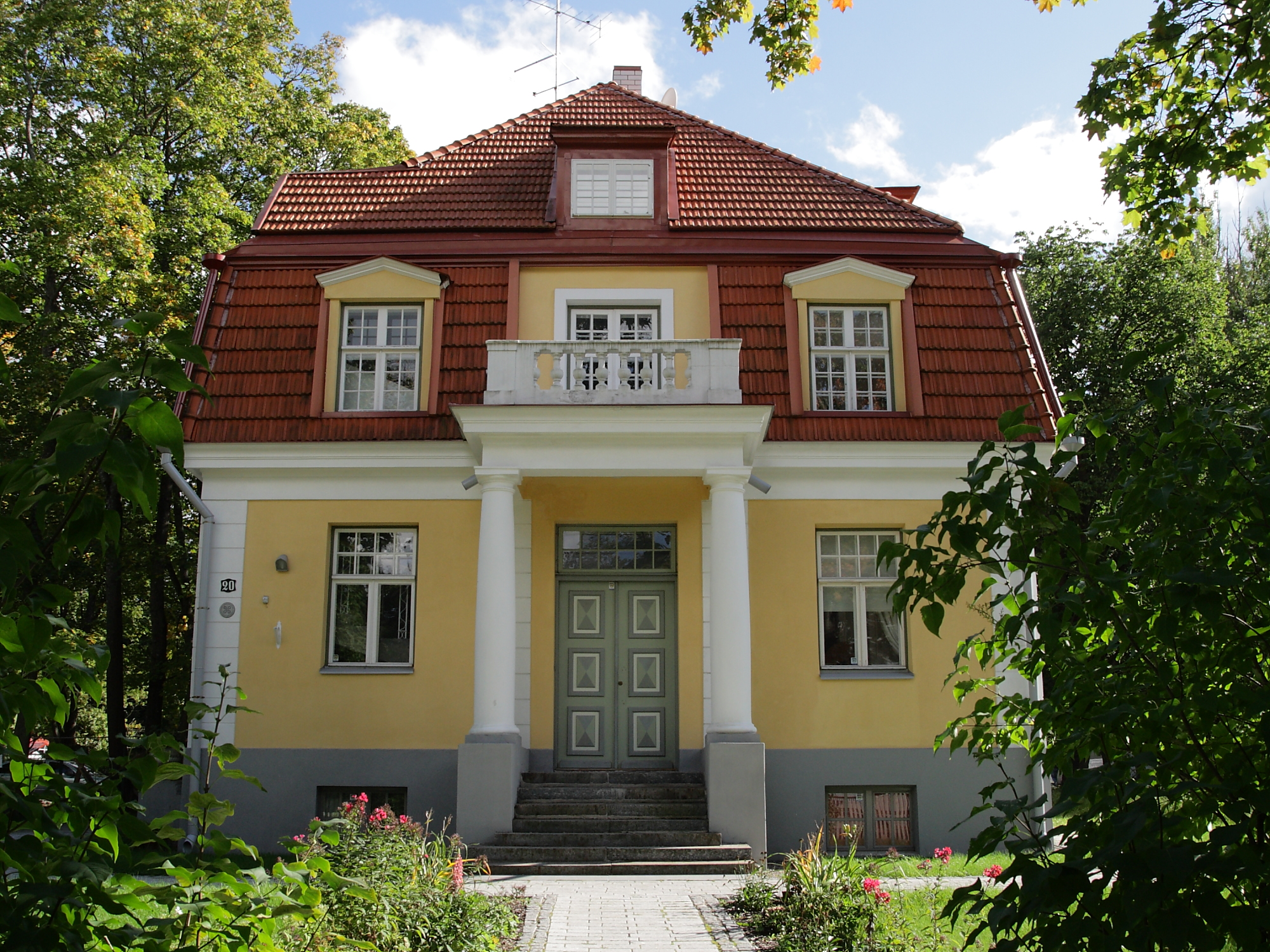
Улица Яана Поска 20
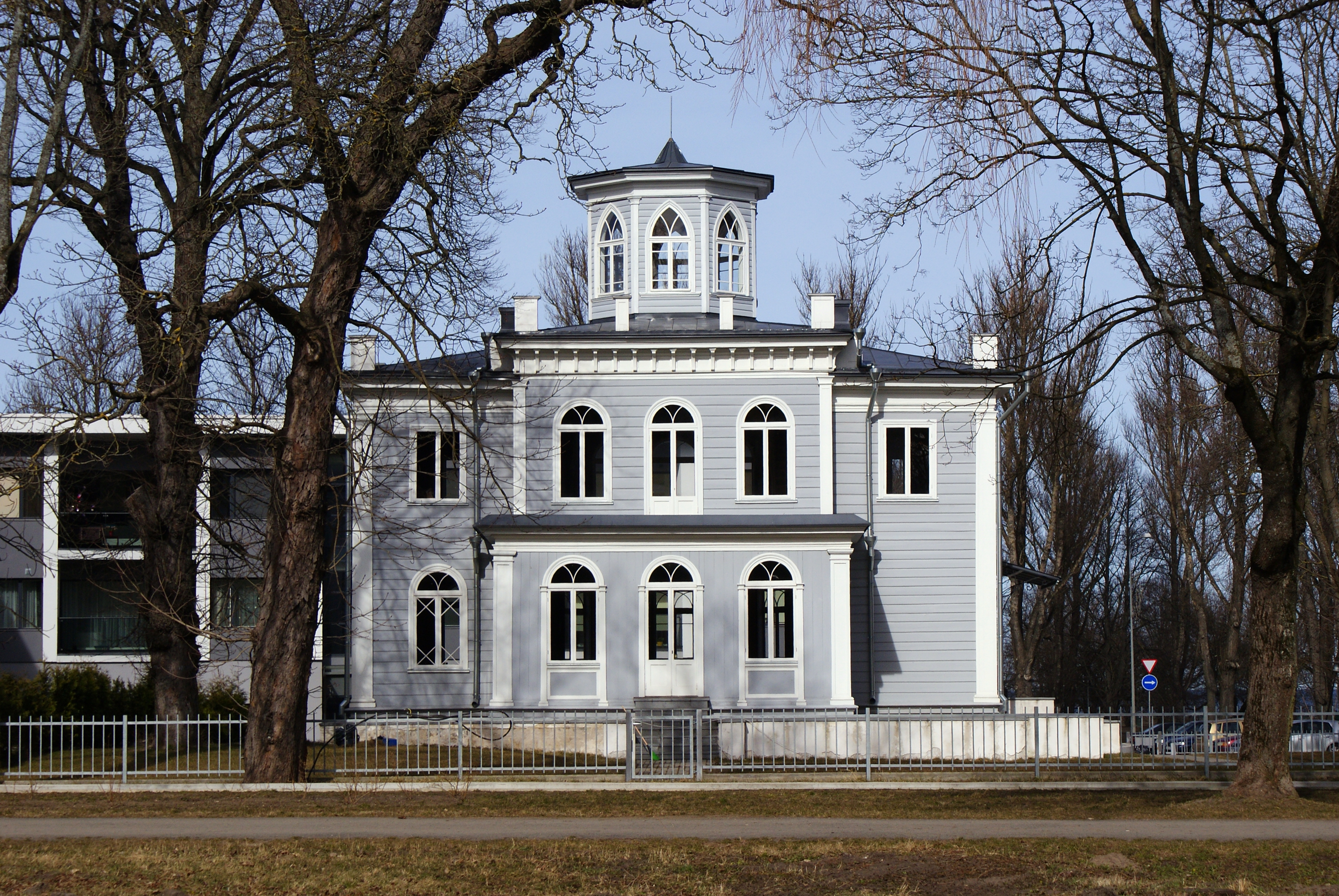
Villa Mon Repos
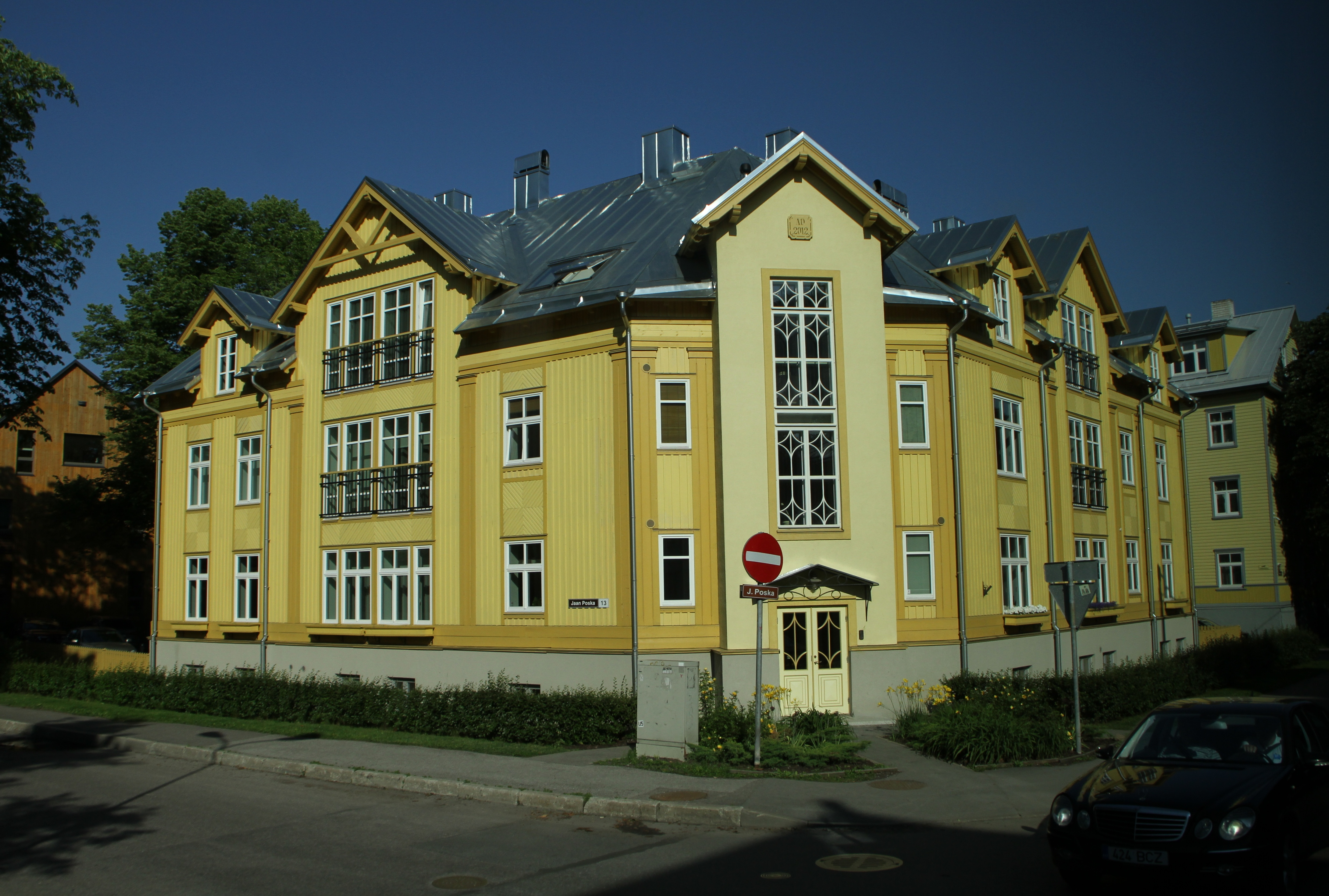
Улица Яана Поска 13
Новые жилые дома на улицах Туукри и Пикксильма
Кадриоргский бизнес-центр
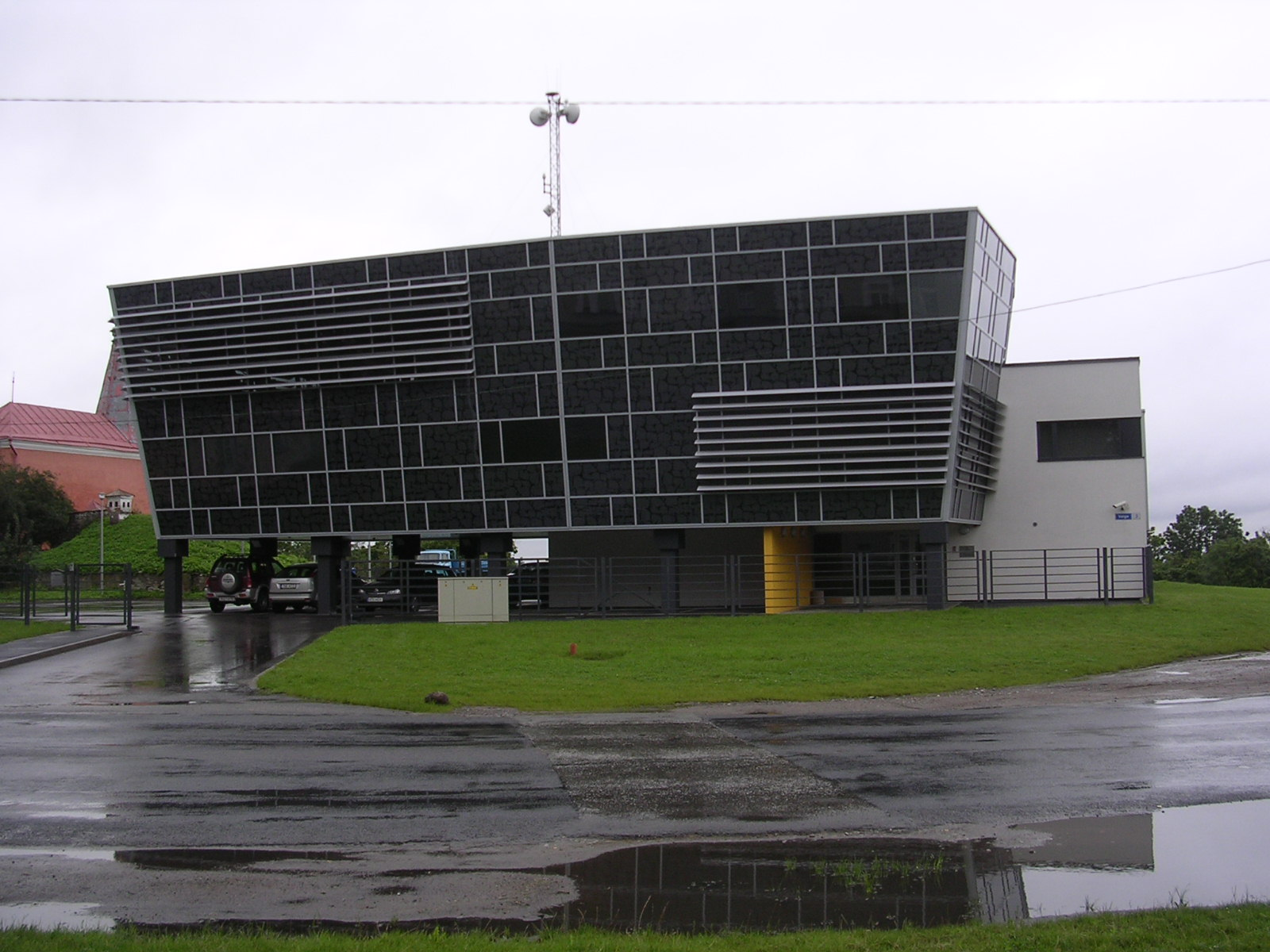
Департамент водных путей
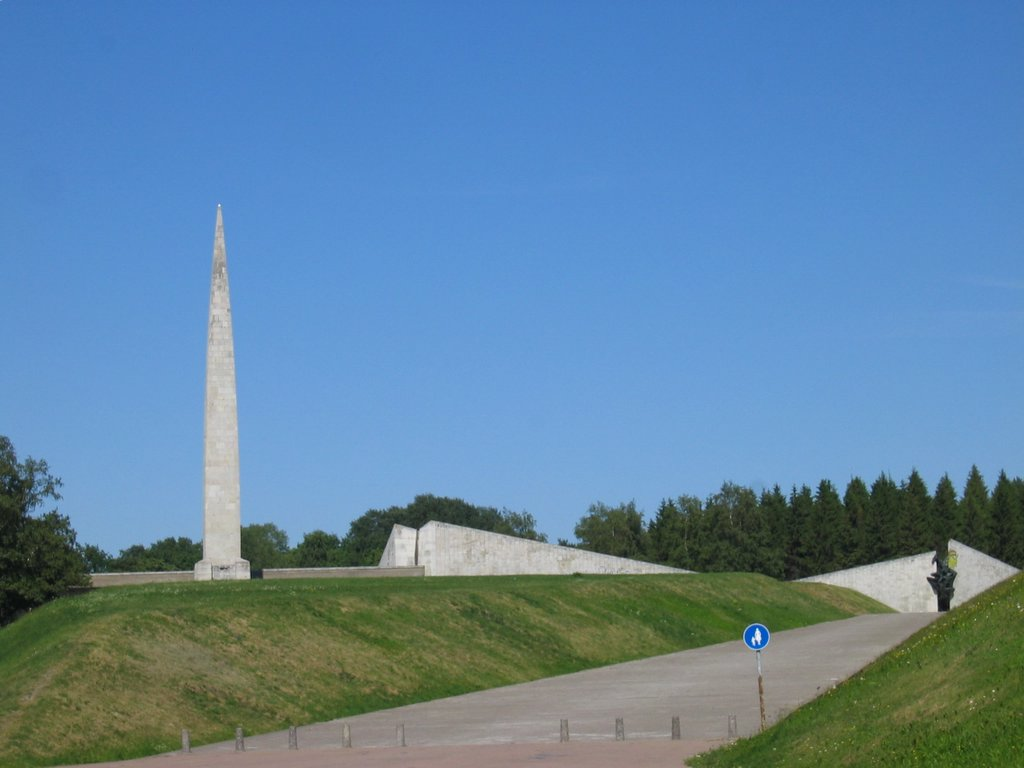
Мемориальный комплекс Маарьямяэ